# William Dar
William Dollente Dar (Santa Maria, 10 aprile 1953) è un politico filippino, dal 2019 segretario all'agricoltura all'interno dell'amministrazione Duterte.

## Biografia
Nato nella municipalità di Santa Maria, situata nella provincia di Ilocos Sur, studia agraria e agronomia alla Mountain State Agricultural College (MSAC), nota oggigiorno come Università statale di Benguet, e più tardi ottiene un dottorato di ricerca presso l'Università delle Filippine Los Baños.
Dopo aver lavorato alla facoltà di agraria dell'Università statale di Benguet, nel 1988 diviene il primo direttore della Bureau of Agricultural Research (BAR) durante il governo Aquino. Dal 1998 al 1999 è nominato segretario all'agricoltura all'interno dell'amministrazione Estrada, carica ricoperta nuovamente dal 2019 al 2022 nel corso del governo Duterte.